# (42295) Teresateng
(42295) Teresateng ist ein Asteroid des inneren Hauptgürtels, der am 23. Oktober 2001 vom kanadischen Astronomen Hongkonger Herkunft William Kwong Yu Yeung am Desert Beaver Observatorium in der Nähe von Eloy, Arizona (IAU-Code 919) entdeckt wurde. Unbestätigte Sichtungen des Asteroiden hatte es schon im Februar 1999 mit der vorläufigen Bezeichnung 1999 CE59 an der Lincoln Laboratory Experimental Test Site (ETS) in Socorro, New Mexico gegeben.
Mittlere Sonnenentfernung (große Halbachse), Exzentrizität und Neigung der Bahnebene des Asteroiden ähneln den Bahndaten der Mitglieder der Flora-Familie, einer großen Gruppe von Asteroiden, die nach (8) Flora benannt ist. Asteroiden dieser Familie bewegen sich in einer Bahnresonanz von 4:9 mit dem Planeten Mars um die Sonne. Die Gruppe wird auch Ariadne-Familie genannt, nach dem Asteroiden (43) Ariadne.
(42295) Teresateng wurde am 7. Juni 2009 nach der taiwanischen Sängerin Teresa Teng (1953–1995) benannt.